# Route 69 (Ontario)
Pour les articles homonymes, voir Route 69.
La route 69 est une route provinciale de l'Ontario située dans le centre de la province, plus précisément entre Parry Sound et Sudbury comme étant la suite de l'autoroute 400. Faisant partie de la route Transcanadienne sur toute sa longueur, qui est de 141 kilomètres, elle fait partie du lien Sudbury-Toronto et des autres villes du Nord de l'Ontario bordant la route 17, extrémité nord de la route 69.

## Description du tracé

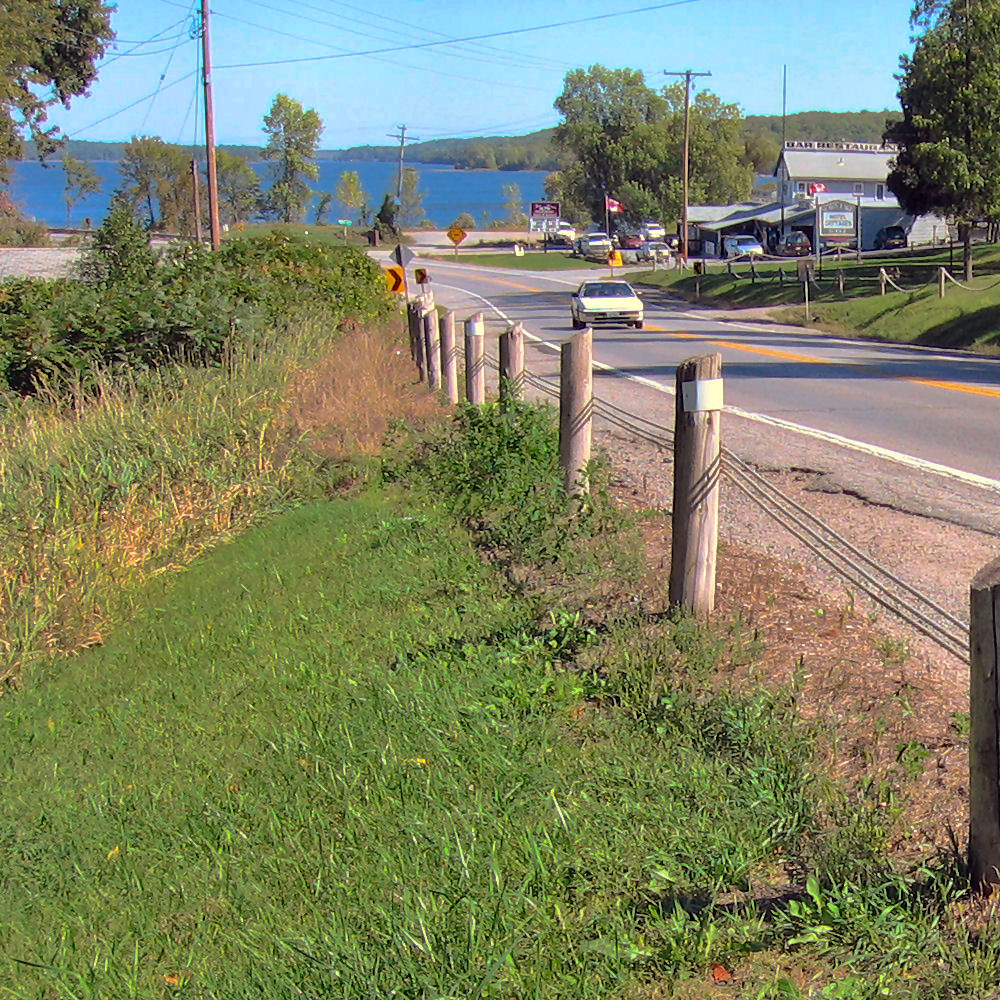
La route 69 avec, en arrière-plan, le lac Moira.

En 2012, la route 69 débute à la fin de l'autoroute 400, environ 15 kilomètres au nord-ouest de Parry Sound, après la dernière sortie de l'autoroute (sortie 241 pour la route 559 ouest), où elle devient à 2 voies séparées, début de la route 69. Par la suite, la route 69 commence par suivre la rive est de la Baie Géorgienne pour ses 67 premiers kilomètres plusieurs kilomètres à l'intérieur des terres en traversant une région plutôt agricole et de petites communautés tel que Shawanaga, Pointe au Baril, Britt Station et Cranberry. De plus, de son extrémité sud à Cranberry, elle frôle 2 parcs provinciaux, soit les parcs Round Lake et French River.
Après Cranberry, elle frôle à l'ouest le parc provincial de Grundy Lake avant de traverser la rivière des Français (French River) à Bon Air. Après avoir traversé Bigwood et croisé la route 64 en direction de Noëlville, elle suit la rivière Murdock avant de passer près du lac Kakakiwaganda. Environ 10 kilomètres au nord, elle devient une autoroute à 4 voies séparées pendant environ 15 kilomètres en possédant trois échangeurs. Cette section autoroutière est ouverte depuis mars 2012.
Finalement, pour ses 6 derniers kilomètres, la 69 est un boulevard à 4 voies séparées avec de nombreuses intersections traversant l'arrondissement McFarlane Lake de Sudbury. La route 69 se termine avec un échangeur avec la route 17 en direction de North Bay ou de Sault-Sainte-Marie. La route 69 se poursuit en tant que route locale 46 vers le centre de Sudbury.

## Projets futurs

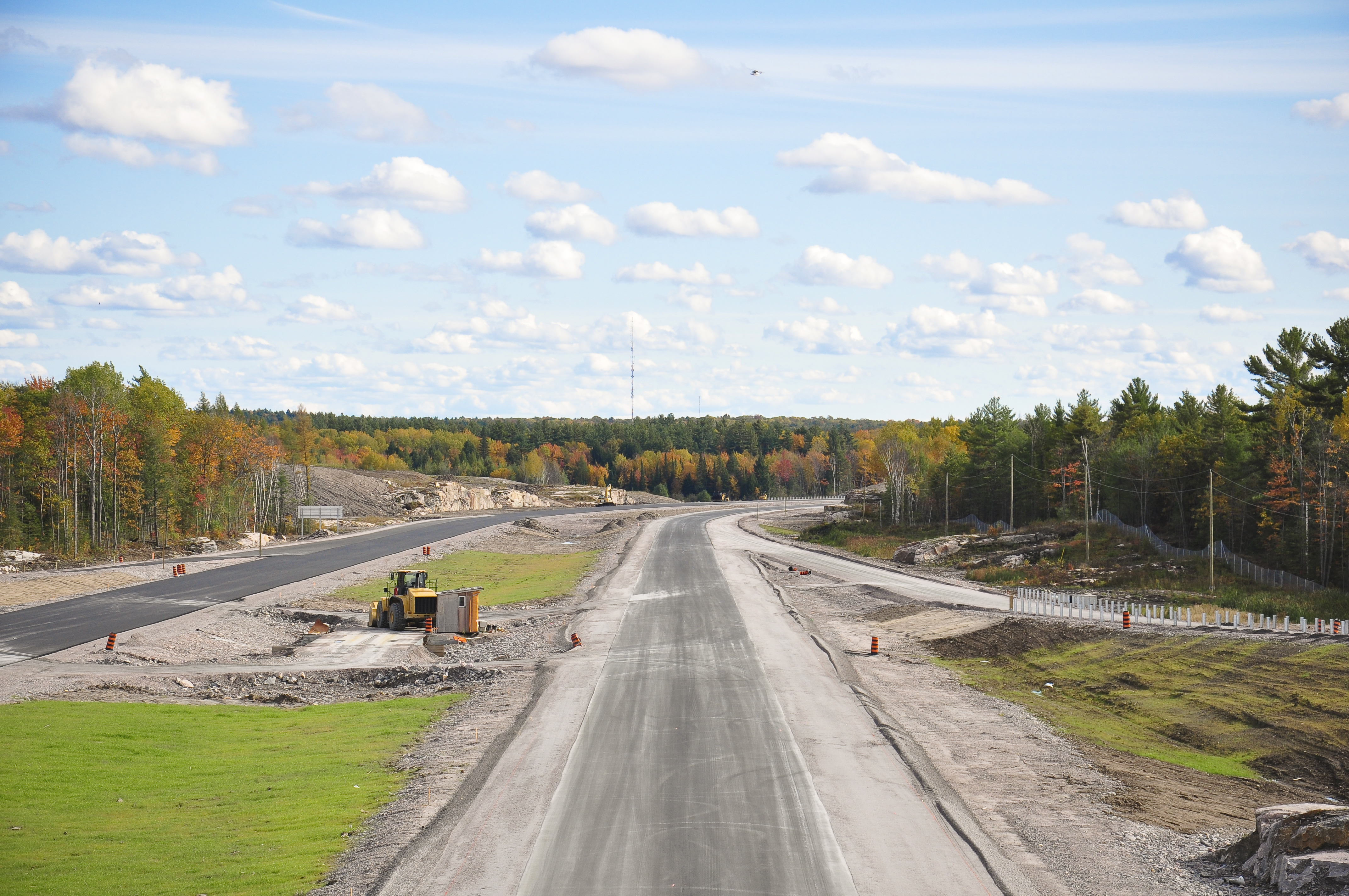
Le prolongement de l'autoroute 400 vers le nord (vers Sudbury), éliminant peu à peu la route 69.

Il est évident que d'ici très bientôt, la route 69 n'existera plus et cédera sa place à l'autoroute 400, qui est progressivement allongée vers le nord vers Sudbury. Comme mentionné plus tôt, la section autoroutière de 15 kilomètres au sud de Sudbury fera partie de l'autoroute 400 prochainement. De plus, la section entre les sorties 224 et 241 de l'autoroute 400 vient d'être complétée, ce qui fait que la route sera peu à peu rétrécie, car il y a environ 5 ans, le terminus sud de la route 69 était la sortie 189 de l'A-400, 52 kilomètres au sud de l'extrémité sud actuelle.

## Intersections
Voici la liste des principales intersections de la route 69:
| Route 69                                                                                  |                          |      |            |                                                                            |                                                                            |
| District                                                                                  | Location                 | km   | km A-400/# | Intersection/Destinations                                                  | Notes                                                                      |
| Parry Sound                                                                               | Nobel                    | 0    | 241        | Route 559 ouest, Shebeshekong, parc provincial Killbear                    | Sortie 241 de l'A-400; début de la route 69 en 2012                        |
| Parry Sound                                                                               | Pointe au Baril          | 27   | 268*       | Route 644 ouest, Baie Sturgeon, Pointe au Baril                            |                                                                            |
| Parry Sound                                                                               | Pointe au Baril          | 30   | 271*       | Route 529 nord, Bayfield Inlet, Manbert                                    |                                                                            |
| Parry Sound                                                                               | Byng Inlet               | 51   | 292*       | Route 529 sud, Byng Inlet                                                  |                                                                            |
| Parry Sound                                                                               | Britt Station            | 56   | 297*       | Route 526 sud, Britt                                                       |                                                                            |
| Parry Sound                                                                               | Cranberry                | 68   | 309*       | Route 522 est, Loring, Trout Creek                                         |                                                                            |
| Parry Sound                                                                               | Bon Air                  | 80   | 321*       | Traverse de la Rivière aux Français (French River)                         | Traverse de la Rivière aux Français (French River)                         |
| Sudbury                                                                                   | Bigwood                  | 83   | 324*       | Route 607 nord, French River, Noëlville                                    |                                                                            |
| Sudbury                                                                                   | Rutter                   | 93   | 334*       | R-64 est, Noëlville, Verner                                                |                                                                            |
| Sudbury                                                                                   | Porlock                  | ~108 | ~349*      | Transition de 2 à 4 voies (route rurale à autoroute) ou vice-versa         | Transition de 2 à 4 voies (route rurale à autoroute) ou vice-versa         |
| Sudbury                                                                                   | Porlock                  | 110  | 351*       | ouest, Killarney                                                           | Échangeur, ouvert depuis mars 2012                                         |
| Sudbury                                                                                   | Estaire                  | 121  | 362*       | Secord Rd., McVitties Rd., Estaire, McVitties                              | Échangeur, ouvert depuis mars 2012                                         |
| Sudbury                                                                                   | Wanup                    | 131  | 372*       | Route 537, St. Cloud, Wahnapitae                                           | Échangeur, ouvert depuis mars 2012                                         |
| Sudbury                                                                                   | Sudbury (McFarlane Lake) | 136  | 377*       | vers Gladu Rd. et ancienne route 69                                        | Échangeur, ouvert depuis mars 2012                                         |
| Sudbury                                                                                   | Sudbury (McFarlane Lake) | 137  | 378*       | Transition d'autoroute à boulevard urbain avec intersections ou vice-versa | Transition d'autoroute à boulevard urbain avec intersections ou vice-versa |
| Sudbury                                                                                   | Sudbury (McFarlane Lake) | 141  | 382*       | R-17 , Sault-Sainte-Marie, North Bay                                       | Fin de la route 69                                                         |
| *: Kilomètres et/ou numéros de sorties futurs pour la future autoroute 400; approximation |                          |      |            |                                                                            |                                                                            |